# 아코 카스투에라
아코 카스투에라(Ako Castuera, 1978년 9월 20일 ~)는 미국의 예술가이다. 애니메이션 시리즈 《핀과 제이크의 어드벤처 타임》의 스토리보드 작가를 맡았었다.

## 생애
카스투에라의 아버지는 멕시코 출신으로 그의 조상은 스페인의 도시 카스투에라 출신이며, 어머니는 오키나와 출신이다.
카스투에라는 캘리포니아 칼리지 오브 디 아츠를 졸업하였고, 그곳에서 아시아인과 아시아계 미국인의 문화를 다룬 잡지 《자이언트 로봇》에서 활동하게 된다. 졸업 이후 로스앤젤레스로 거처를 옮기고, 어덜트 스윔의 애니메이션 《메탈로칼립스》의 수석 캐릭터 디자이너 권성구(Songgu Kwon)를 위해 카드를 그린 것이 인연이 되어 해당 작품의 캐릭터 디자이너로 일하였다.
카스투에라가 그린 인디 만화를 눈여겨 본 펜들턴 워드는 그를 카툰 네트워크의 애니메이션 《핀과 제이크의 어드벤처 타임》의 스토리보드 수정가로 고용하게 된다. 이후 스토리보드 작가로 승진하였고 2013년 자신의 작품에 집중하기 위해 《어드벤처 타임》을 떠나기 전까지 해당 직을 유지하였다. 2014년 10월 일곱 번째 시즌 방영 동안 잠시 몇몇 에피소드의 스토리보드를 다시 맡았으며, 여덟 번째 시즌에서는 스토리보드 수정가로 참여하였다.

## 수상
2022년 열린 제1회 어린이 가족 에미상에서 루이스 그레인(Luis Grane), 엘리자베스 이토(Elizabeth Ito), 밥 로건(Bob Logan), 펜들턴 워드와 함께 "애니메이션 프로그램 부문 뛰어난 감독상"을 수상하였다.

## 필모그래미

### 텔레비전
| 연도                      | 제목                            | 역할                                           |
| ------------------------- | ------------------------------- | ---------------------------------------------- |
| 2006~08                   | 《메탈로칼립스》                | 캐릭터 디자이너                                |
| 2009                      | 《이상한 바다의 플랩잭》        | 작가, 스토리보드 작가 (〈Parfait Storm〉)      |
| 2009~13, 2014~15, 2016~17 | 《핀과 제이크의 어드벤처 타임》 | 작가, 스토리보드 작가, 스토리보드 수정가, 성우 |
| 2020, 2023                | 《썸머 캠프 아일랜드》          | 작가, 스토리보드 작가                          |
| 2021~현재                 | 《시티 오브 고스트》            | 작가, 감독, 스토리보드 작가                    |